# Coryphaenoides filifer
Coryphaenoides filifer és una espècie de peix de la família dels macrúrids i de l'ordre dels gadiformes.

## Morfologia
- Els mascles poden assolir 55 cm de llargària total.[5][6]

## Reproducció
És ovípar i les larves planctòniques

## Depredadors
És depredat per Reinhardtius hippoglossoides.

## Hàbitat
És un peix d'aigües profundes que viu entre 1285-2904 m de fondària.

## Distribució geogràfica
Es troba des de la mar d'Okhotsk fins a Alaska i el sud de Califòrnia (Estats Units).